# Альціон туамотський
Альціо́н туамотський (Todiramphus gambieri) — вимерлий вид сиворакшоподібних птахів родини рибалочкових (Alcedinidae). Був ендеміком Французькій Полінезії. Раніше вважався конспецифічним з ніауським альціоном.

## Поширення і екологія
Туамотський альціон був ендеміком острова Мангарева в архіпелазі Гамб'є, однак вимер там до 1922 року.

## Збереження
Через те, що МСОП продовжує класифікувати ніауського альціона як підвид туамотського альціона, вид класифікується цей вид як такий, що перебуває на межі зникнення.